# José Santos Guardiola
José Santos Guardiola Bustillo (San Antonio de Oriente, 1 de janeiro de 1816 — Comayagua, 11 de janeiro de 1862) foi um general e político hondurenho. Em 1856 foi eleito quinto Presidente Constitucional do Estado de Honduras, tendo tomado posse em 17 de fevereiro desse ano, e em 1859 foi reeleito para um segundo mandato, que não conclui devido a ter sido assassinado. Foi o primeiro presidente hondurenho que não terminou o seu mandato e o único que foi assassinado em funções.